# Městský stát

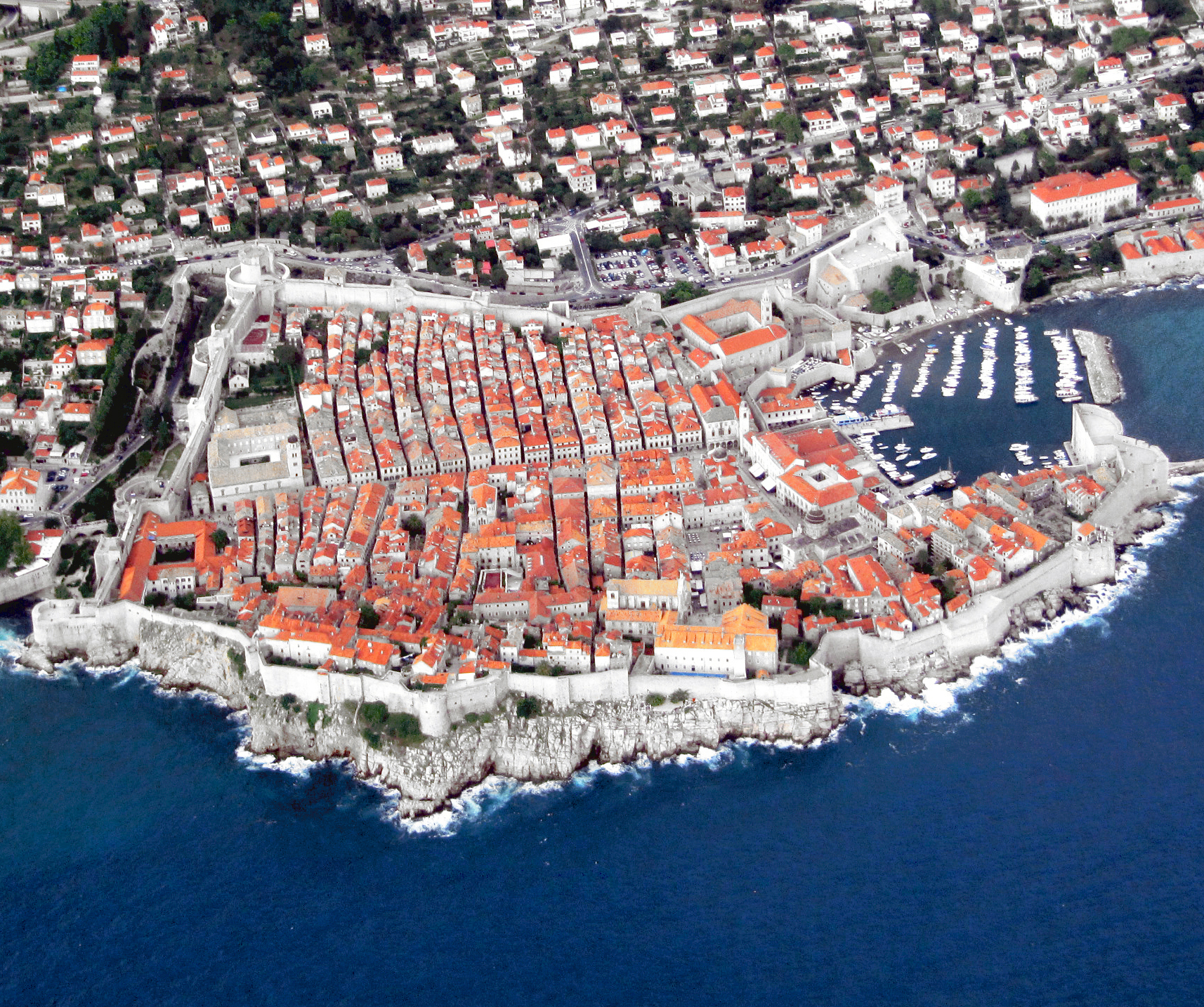
Na Dubrovníku je dodnes vidět, že byl samostatným městským státem s omezeným prostorem pro výstavbu.

Mapa Vatikánu, nejmenšího státu na světě

Městský stát je označení nezávislého státu (suverénního správního území), který je však svým rozsahem (počtem obyvatelstva a rozlohou) tvořen jedním městem.

## Současné městské státy
Současnými suverénními městskými státy jsou Monako, Singapur a Vatikán.

### Městská závislá území
Za městské státy se také dají částečně počítat závislá území s velkou mírou autonomie: Hongkong a Macao (Čína), Gibraltar (Spojené království) a Ceuta a Melilla (Španělsko).

### Městské země ve federacích
V rámci Německé spolkové republiky se nachází dvě městské spolkové země: Berlín a Hamburk. Za třetí městskou spolkovou zemi by se dalo považovat Svobodné hanzovní město Brémy, skládající se z měst Brémy a Bremerhaven. V rámci Rakouska je spolkovou zemí město Vídeň. Autonomními správními entitami v rámci federací jsou též teritorium Canberra (Austrálie) a Washington, D.C. (USA). Dále je to například Dubaj a Abú Zabí v Emirátech, přičemž do Abú Zabí spadá i supermoderní Masdar City.

## Historické městské státy
Mezi městské státy v historii patřily např. Gdaňsk, Fiume a po určitou dobu svojí existence starověké Athény, Sparta, Korinth, italské Benátky, Amalfi, Janov, Pisa a Terst či Dubrovník.